# The Homecoming
The Homecoming é um filme estadunidense de 1973 dirigido por Peter Hall baseado na peça de mesmo nome de Harold Pinter. O filme foi exibido no Festival de Cannes de 1974, mas não concorreu ao prêmio principal.
O filme faz parte da lista dos 1000 melhores filmes de todos os tempos do The New York Times.